# Seeds in the wind
Seeds in the wind è un EP della Casa del Vento frutto della collaborazione con Patti Smith e Lenny Kaye. Tutti gli introiti della vendita sono destinati al centro chirurgico di Emergency a Kabul, in Afghanistan.
Nella note introduttive sul retro del disco si legge: "Seeds in the wind è uno speciale documento dell'incontro artistico e umano tra la Casa del Vento e Patti Smith con Lenny Kaye. Poesia ed energia che si sono realizzate proprio grazie ad Emergency nel grande concerto dell'11 settembre 2010 al Mandela Forum di Firenze. Cinque canzoni tra Pace, tenerezza, giustizia e voglia di migliorare il mondo."

## Tracce
1. Ghost Dance (live) - 5:41
2. Ogni splendido giorno (live) - 4:51
3. Carne da cannone (live) - 5:24
4. People Have the Power (live) - 5:32
5. Seeds in the Wind - 4:29

## Formazione
- Luca Lanzi - voce, cori e chitarra acusticha
- Sauro Lanzi - fisarmonica, piano
- Massimiliano Gregorio - basso
- Fabrizio Morganti - batteria e percussioni
- Andreas Petermann – violino
- Riccardo Dellocchio – slide guitar, dobro, chitarra elettrica
- Patti Smith – voce, chitarra acustica
- Lenny Kaye – chitarra acustica, voce